# 戴頓 (堪薩斯州)
戴頓（英語：Dighton）是一個位於美國堪薩斯州萊恩縣的城市。同時該地也是萊恩縣的縣治。

## 地方資料
戴頓的座標為38°28′53″N 100°27′54″W / 38.48139°N 100.46500°W，而該地的海拔高度為843米（即2766英尺）。根據2010年美國人口普查，該地共人口960人，而該地的面積約為2.25平方千米。